# Secretaría de Política Tributaria
La Secretaría de Política Tributaria de Argentina es una secretaría de estado de la Administración Pública Nacional dependiente del Poder Ejecutivo a través del Ministerio de Economía.
Se encuentra sin titular debido a la renuncia del ministro de Economía el 2 de julio del 2022.

## Creación y organización
Fue creada en 2019 en el marco de una reorganización del gabinete nacional ordenada por el presidente Alberto Fernández. Su función, entre otras, es

…el diseño de la política impositiva, aduanera y de los recursos de la seguridad social.
Anexo II, Decreto 50/2019

Está constituida de la siguiente forma:
- Secretaría de Política Tributaria
  - Subsecretaría de Coordinación Tributaria Federal
  - Subsecretaría de Tributación Internacional

## Titulares
| Secretario         | Partido | Partido | Periodo    | Ministro      | Presidente        |
| ------------------ | ------- | ------- | ---------- | ------------- | ----------------- |
| Roberto José Arias |         |         | 2019- 2022 | Martín Guzmán | Alberto Fernández |